# 香港高爾夫球公開賽
香港高爾夫球公開賽（英文：Hong Kong Open），創立於1959年，是香港一項國際級高爾夫球賽事，由創辦至今一直假新界粉嶺的香港哥爾夫球會粉嶺高球場為比賽場地，是除了美國名人賽外，少數以單一場地作比賽場地的高爾夫球公開賽。
早年，賽事多在春季進行。1995年起，賽事多數在每年11或12月，而自2023年起，成為亞洲巡迴賽國際系列賽的賽站。另外，賽事早期每一回合的標準桿為71桿，四回合共284桿。近年，賽事的標準桿為每回合70桿，四回合共280桿。
自2006年起，獲香港大型體育活動事務委員會列為「M」品牌活動。

## 創立
1958年，香港哥爾夫球會會員Kim Hall致函澳洲職業高球手Eric Cremin，詢問他在參與菲律賓高爾夫球公開賽後，會否順道來到香港比賽。Eric Cremin回覆詢問獎金金額，於是Kim Hall聯絡《南華早報》，取得該報章贊助1,000澳洲鎊(1959年，一澳洲鎊約可兌換十二港元)，香港高爾夫球公開賽遂於1959年2月誕生。
根據香港哥爾夫球會已故會員Alan Sutcliffe憶述，Kim Hall為了創辦香港高爾夫球公開賽，於是聯絡同是熱愛高球的《南華早報》秘書Peter Plumley。後者遂跟他的上司商量，就此確定《南華早報》贊助1,000澳洲鎊支持籌辦賽事。Alan Sutcliffe還說，早年賽事在二月舉行，因此經常碰上雨天天氣。
另一資深會員吳肇基(Willie Woo)表示，當年Kim Hall十分熱衷創辦賽事，而吳氏運用其人際脈絡協助台灣選手來港比賽。
第一屆賽事，賽會邀得時任港督柏立基作主禮嘉賓。柏立基在致辭時表示，希望賽事可年復一年地舉辦。柏立基的夫人和女兒芭芭拉亦有隨行觀賽。當日約有一千名球迷入場觀看球賽。

## 歷史

### 1959年至1968年
1959年，22歲的台灣人呂良煥以281桿（75-70-68-68），以一桿之微力壓澳洲的拿高和Bruce Crampton，成為首屆冠軍。菲律賓的Larry Montes排第四名（283桿）。第五名是西班牙的Angel Miguel（284桿）。第六名是台灣的Chen Ching Po（288桿）。澳洲的Eric Cremin排第七名（289桿）。第八名是同得290桿的澳洲人菲臘斯和台灣人Chen Chien Chung。第十名是同得291桿的台灣人Shieh Yung Yo和南韓人Yern Duck Choon。業餘組則由香港的英國人George Carter以293桿在業餘球手中脫穎而出。
1960年，澳洲的彼得湯臣首度參與香港高爾夫球公開賽，即以272桿奪魁，大勝第二名十桿之遙。
1961年，挾着英國高爾夫球公開賽奪冠的餘威，拿高以261桿擊敗打出272桿的彼得湯臣，成為第三屆冠軍。1962年，66名分別來自澳洲、英國、紐西蘭、加拿大、南非、美國、瑞典、日本、菲律賓、台灣、南韓、泰國和香港的球手參與競逐，但最後六強全是澳洲球手天下，最終活華特以271桿技壓群雄。
香港公開賽的成功，啟發馬來西亞、新加坡和日本亦主辦自身的公開賽，而日後更促成「遠東高球巡迴賽」(Far East Golf Circuit)的出現。
面對鄰近地區的競爭，為了增加獎金以吸引好手來港比賽，1963年的公開賽除了繼續由南華早報贊助1,000澳洲鎊外，又邀得英美煙草公司贊助，令賽事總獎金增加至4,000鎊。當年23歲的台灣業餘球手謝敏男在首二回合後一度以三桿領先，但最終只能只能打出277桿以第五名完成賽事。同時來自台灣的謝永郁則以272奪冠，展開他四奪香港公開賽的第一章。
1964年，謝永郁與澳洲的Alan Murray鬥得難分難解，同打出269桿，最終兩人要戰至附加洞階段，謝永郁方能擊退挑戰者，成為首位成功衛冕的冠軍。這一年，賽事出現多個第一次，包括第一次需要以附加洞賽決勝負、第一次有球手成功衛冕、第一次賽事需要延長至三天，以及第一次作為遠東高球巡迴賽的終站等等。
1965年，挾着五奪英國高爾夫球公開賽的威名，彼得湯臣以278桿技壓群雄再次在香港揚威，並取得650鎊的冠軍獎金。
1966年，菲臘斯以275桿奪冠，他亦是少數自賽事創立以來一直參賽的球手。惡劣的天氣令賽事出現赤字，香港哥爾夫球會虧損了港幣10,442元，促使球會決定不會再為賽事作財政擔保，只會為賽事提供球道和設施。
1967年，彼得湯臣與威爾斯的Brian Huggett同打出273桿，最後他在附加洞賽中擊退勁敵，成為首位三度奪冠的球手。
1968年，22歲的澳洲球手維尼斯以271桿奪冠。十年內，澳洲球手先後七度奪冠。這一年亦是首次獲電視直播。無綫電視明珠台在星期日早上十一時半起直播賽事直至頒獎。旁述賽事的包括Alan Sutcliffe, Sandy Hamilton, Kill Hall, Bill Gray，而廣東話旁述則由Bertie To Jnr負責。

### 1969年至1989年
1969年，賽事改由當年新成立的香港高爾夫球總會接手主辦。當屆賽事，錄得破紀錄的近100名球手參賽，當中日本球手佔了30人。最終，冠軍亦由31歲的日本球手杉原輝雄以274桿奪得，打破了賽事由澳洲和台灣球手壟斷的局面。（業餘組冠軍由何明忠奪得。）1970年，日本球手勝俣功以274桿奪冠。
1971年，莫迪以266桿的佳績，成為首位在粉嶺揚威的美國球手。1972年，紐西蘭的葛迪菲以272桿力壓130名參賽者奪魁，贏得港幣17,500元冠軍獎金。
為了避免賽期與美國名人賽撞期，主辦單位決定，自1973年起，將賽期由三月底四月初，改為二月底三月初，使賽事成為遠東巡迴賽的第二站（第一站是菲律賓）。1973年，賽道加入新建成的伊甸場球洞，但並未難倒香港公開賽的常客菲臘斯，他最終以278桿再次掄元。
1974年，隨着崔護重來的呂良煥再次在香港奪魁（280桿），展開了七十年代中至八十年代初，台灣球手雄霸的年代。1975年，謝永郁以288桿第三度奪冠，與彼得湯臣看齊。1976年，何明忠以279桿成為冠軍。1977年，謝敏男以280桿技壓群雄。然後，謝永郁在1978年，以275桿成為首位四奪香港公開賽冠軍的球手。

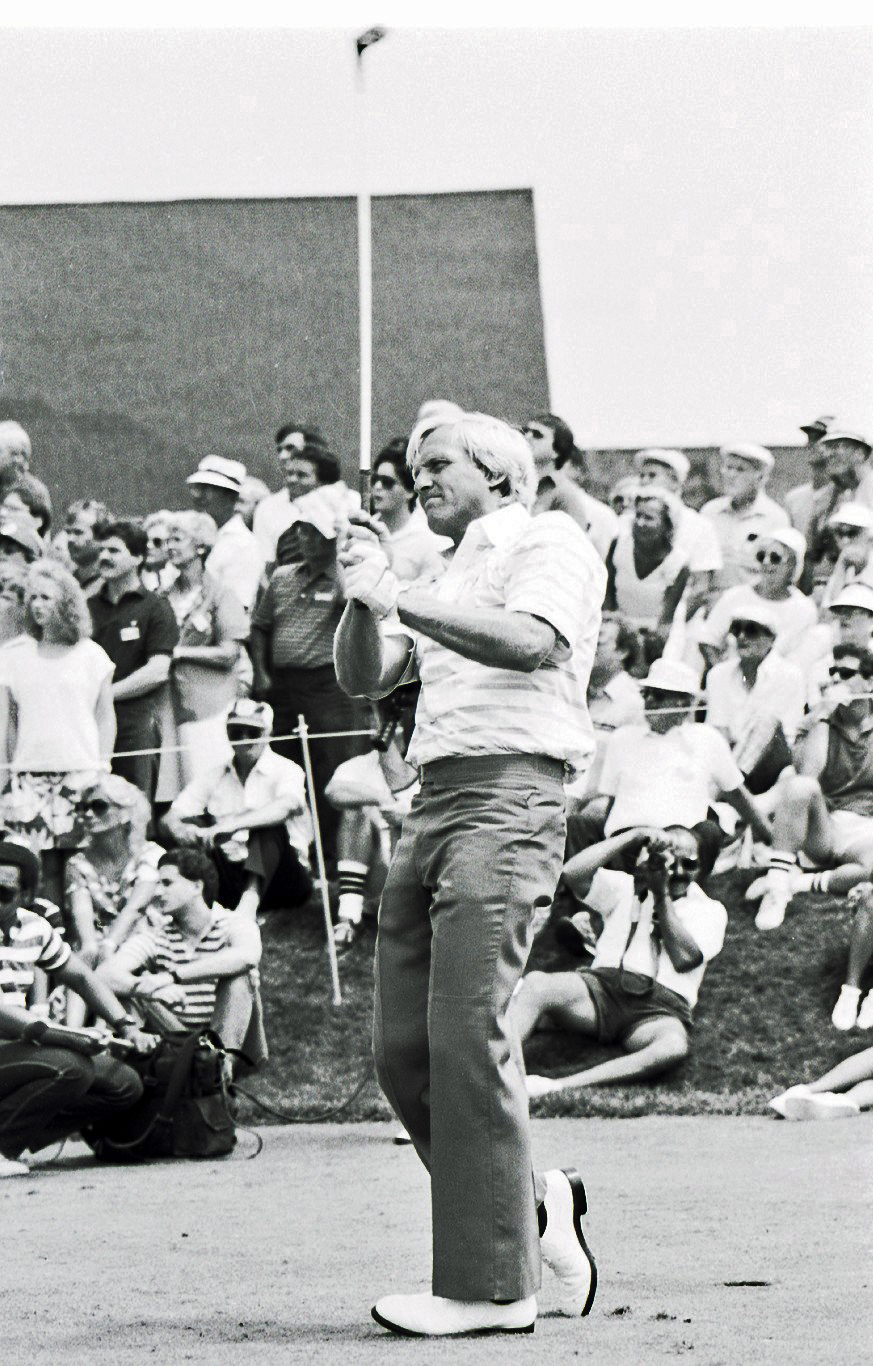
「大白鯊」諾文在八十年代的英姿

1979年，國泰航空成為賽事的主要贊助商，並且前後維持了8年之久。這一年，年輕的澳洲球手諾文打破了台灣人的壟斷，平穩的演出令以276桿奪魁。（賽事有近二百選手參賽，競逐十萬美元獎金。）
之後，冠軍獎盃又回到台灣球手的手上。1980年，郭吉雄以274桿奪魁。1981年，陳志明以279桿稱雄。
80年代初期，隨着美國年輕球手要取得美國本土賽事的參賽資格倍加困難，越來越多美國球手轉而參加獎金高達200萬美元，為期十站的亞洲巡迴賽。1982年，確斯以276桿，成為11年後第二位奪魁的美國球手。
1983年，賽事首次因惡劣天氣影響而要將四個回合的比賽縮短為兩個回合，結果澳洲球手諾文以36洞134桿再奪冠軍。（這一屆的冠軍獎金2萬5千美元。）
1984年，美國的巴斯克以268桿奪魁。1985年，美國的阿比利以270桿稱雄。
1986年，日本的金井清一在第17洞和第28洞拿下小鳥，後來居上奪魁。

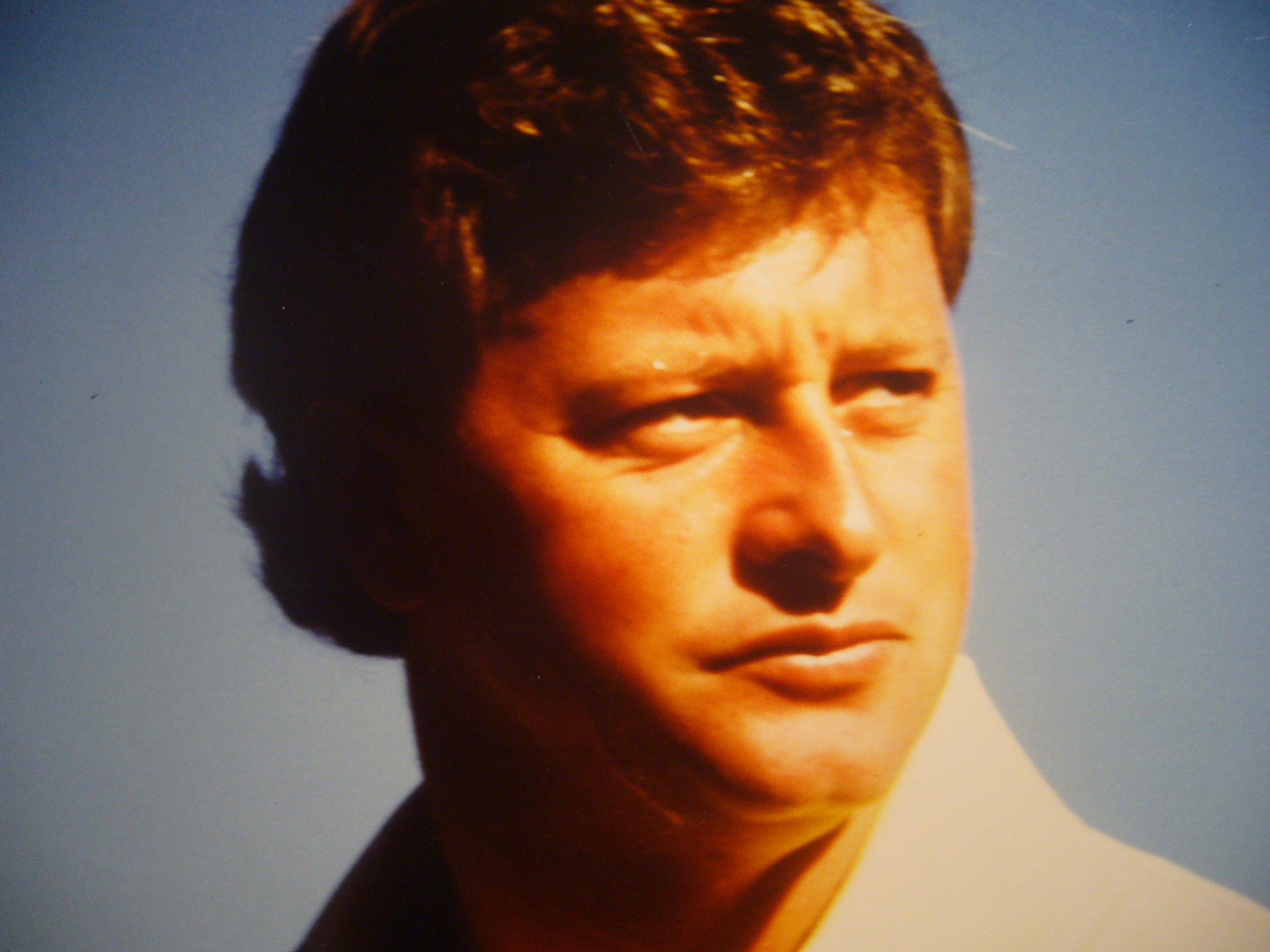
威爾斯名將胡士南

1987年，威爾斯的胡士南以275桿，成為首位在賽事中奪冠的英國人。
1988年，台灣的謝錦昇以274桿，技壓群雄取得2萬5千美元冠軍獎金。（賽事在二月十一至十四日舉行，冠名贊助商是優利系統。這一屆為賽事的卅周年，為加添賽事氣氛，賽會於二月十三日第三回合結束後加插一場「球星對抗賽」，由七位世界及一位本地球星爭逐一千美元獎金。）
1989年，美國的卡亞以274桿奪魁。這一屆賽事由黑牌威士忌冠名贊助，總獎金金額達17萬5千美元。冠軍獎金是22萬7千4百港元（2萬9千美元）；亞軍獎金是11萬8千5百港元，由同得275桿的Mats Lanner及Gary Rusnak獲得。

### 1990年至2000年
1990年，31歲的美國球手格連以三回合205桿勝出，取得3萬3千320美元冠軍獎金。賽事在2月舉行，獲「施格蘭遠東」名下的馬爹利干邑冠名贊助，總獎金額達20萬美元。賽事第三回合在2月24日因天雨而取消，而2月25日第四回合則在攝氏10度以下比賽。香港球手丘水明則以212桿成績位列第八，比他在1988年所得的第九名成績更佳。

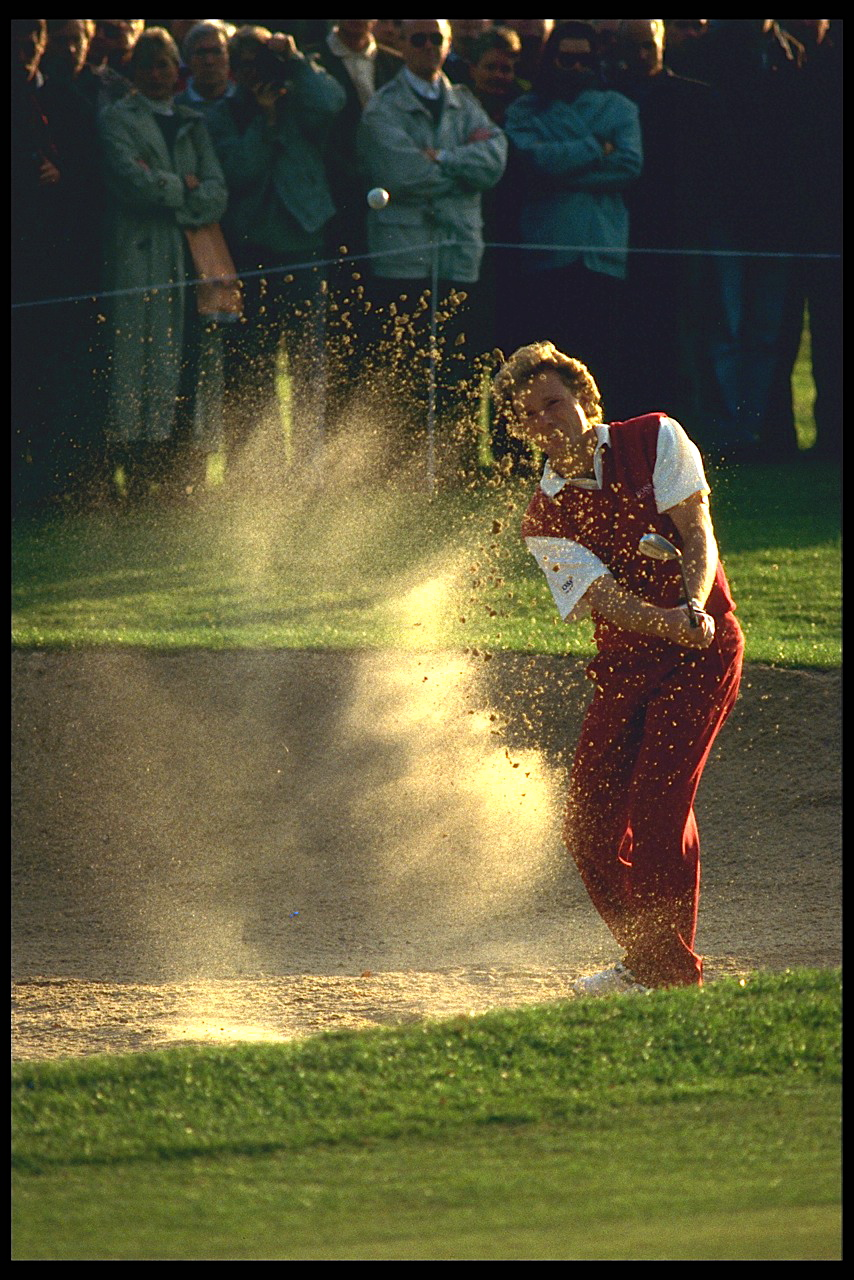
蘭格在90年代叱咤高球壇

1991年，賽事獲和記通訊冠名贊助，總獎金達20萬美元，於二月七至十日舉行。德國人蘭格在最後一個回合，一連拿下8隻小鳥，以63桿完成該回合，並以7桿優勢加壓南韓和台灣的對手奪冠。他最終以269桿勝出，並取得26萬港元的冠軍獎金。南韓崔上鎬(Choi Sang-ho)和台灣呂文德同以276桿並列第二名。
1992年，高球傳奇球手湯屈臣驚險勝出和記電訊香港高爾夫球公開賽，結束了他五年的錦標荒，贏得4萬1千650美元的冠軍獎金。湯屈臣打出274桿(65-66-69-74)，低標準桿10桿。1萬2千5百名觀眾在最後一天的賽事中冒名而至，一暏此高球名人的身手，擠滿粉嶺。這一屆繼續由和訊通訊冠名贊助，賽事在3月5至8日舉行，總獎金增至154萬港元增加至192萬5千港元。
1993年，26歲的美國球手屈斯在最後9個球洞力拒台灣球手的進擊，以274桿（低標準桿10桿）的成績，成功在賽事中掄元，贏得4萬1千650美元冠軍獎金。這屆比賽由健牌香煙贊助，獎金總額達25萬美元。
1994年，科斯特在附加洞比賽中擊敗同得274桿的美國人Craig McClellan，成為首位在香港奪冠的南非球手。這屆賽事由健牌香煙贊助，獎金總額30萬美元。這一屆，前港督彭定康的夫人林穎彤參加香港高爾夫球公開賽的業餘職業配對賽。
1995年，沒有冠名贊助商，賽事亦改到秋季舉行。34歲的美國球手加利韋伯，以271桿奪魁，贏得4萬9千980元的冠軍獎金。這屆的賽事獎金總額為30萬美元。
1996年，賽事由安盛諮詢(Andersen Consulting)贊助，總獎金額35萬美元，而冠軍可享5萬8千345美元獎金，由菲律賓球手古路(Rodrigo Cuello)以275桿(68-70-67-70)技壓群雄奪得。根據報章報導，古路有出身貧苦家庭，家中六名姐妹和兩名兄弟，其中五人依靠他生活。。這一屆，31歲的香港球手Dominique Boulet(布力，又譯作鮑萊特)以280桿(74-73-68-65)與Brandel Chamblee及Don Walsworth並到第四名（第二名為279桿的Scot Hoch (70-72-70-67)及Bill Longmuir(72-70-70-67)），奪得1萬4千7百美元的獎金，為香港選手歷來最佳成績，比他上一屆取得的第六名的成績更佳。
1997年，賽事再次由安盛諮詢(Andersen Consulting)贊助，總獎金達35萬美元。紐西蘭球手盧比路最終以267桿（低標準桿17桿）擊敗打出274桿的南韓選手姜旭淳奪𣁽。
1998年， 賽事由Perrier冠名贊助，總獎金達30萬美元。南韓選手姜旭淳憑著凌厲的後勁後來居上﹐以四天低於標準桿十二桿的二百七十二桿奪得冠軍﹐贏得五萬零一十美元獎金。在比賽前三天一直領先的台灣選手謝錦昇﹐在最後一天比賽中表現失常﹐擊出高於標準桿兩桿的七十三桿﹐累計四天成績﹐只能以276桿與包括隊友呂文德在內的四位選手並列第四名﹐痛失寶座。英國選手佛萊特奪得本屆比賽亞軍﹐獎金為3萬3000美元。另一位英國選手威廉斯﹑美國選手布魯克斯和史瓦濟蘭選手佛拉蘭德(Paul Friedlander)以四天低於標準桿九桿的275桿並列第三名﹐共同分享1萬8600美元獎金。
1999年，第四十一屆香港高爾夫球公開賽於11月25至28日，於粉嶺高球場舉行，總獎金達30萬美元。 為期四日的賽事﹐每日的入場門票為港幣250元。最終，瑞典的史祖蘭以一桿之差（總成績269桿）擊敗胡士南奪冠，贏得50,010美元獎金。
2000年，第四十二屆香港高爾夫球公開賽首次獲歐米茄贊助，於12月14至17日假粉嶺高球場舉行。此屆的總獎金為50萬美元，冠軍更好獲贈超霸登月系列18K黃金手錶一隻。 大會特別在賽事範圍內挑選了一個長達５２９碼﹐基本桿５桿進洞的第１２洞上舉行嶄新的「歐米茄擊球最遠挑戰賽」。 擊球最遠及準確的職業球手將會成為「歐米茄擊球最遠挑戰賽」的冠軍﹐並可獲得歐米茄手表一隻。 此外﹐歐米茄亦邀請了世界游泳體壇健將兼歐米茄大使波波夫親臨香港哥爾夫球會欣賞「歐米茄香港高爾夫球公開賽」﹐與參賽球手見面及打氣。 歐米茄於賽前﹐在香港麗晶酒店舉行「歐米茄香港高爾夫球公開賽」職業業餘高球賽頒獎典禮暨慈善晚宴﹐為世界自然基金會籌款。 晚宴期間進行了一項拍賣活動﹐拍賣項目是由塞爾南﹑波波夫﹑數位球星如韓基拉等所捐出的珍藏物件。
在這一屆比賽中，英格蘭球手戴臣於最後一天擊出低標準桿（64桿），總成績以三桿反超前領先的費頓，捧走賽事冠軍以及獎金8萬零750美元。戴臣於最後一天比賽前，以一桿落後於費頓和羅爾排第三位。戴臣與費頓此天鬥得非常激烈，戴臣初段於第三、五、八洞取得「小鳥」，而費頓則於第四和第八洞造出「小鳥」，此時雙方成績已相同。關鍵的第九洞，戴臣離洞口廿五呎推桿進洞，造出「老鷹」；雖然費頓此洞亦取得「小鳥」，但戴臣已超前他升上榜首。之後，戴臣再於十二、十四和十六洞擊出 「小鳥」，而費頓只能再取兩次「小鳥」，加上他於最後一洞推桿失誤，擊出高一桿，令他以三桿飲恨，並需與卡路漢和查理瑋分享第二名。戴臣的總成績為263桿(低標準桿21桿)完成賽事。

### 2001年至2020年
2001年，歐米茄香港高爾夫球公開賽的總獎金額為70萬美元。冠軍得主的獎金為11萬3千美元。奧拉沙保最後一天賽事從後趕上﹐以總成績低標準桿二十二桿﹐力壓其餘七十八位球手﹐奪得達11萬3050美元的冠軍獎金﹔至於挪威球手保恩斯達﹑澳洲新星史葛﹐分別以低標準二十一﹑二十桿﹐位列亞﹑季席。奧拉沙保完成首三天比賽之後原本位列第四位﹐但昨日卻在較熟悉場地的情況下發揮威力﹐一共打出了八個小鳥﹐以總桿數262桿﹐低標準22桿得冠 軍﹔而是日最經典刺激場面出現在第十八洞﹐即是比賽的最後一洞。當時奧拉沙保﹑保恩斯達及史葛也得低標準21桿的總成績。澳洲新星史葛在這關鍵時刻因壓力而失手﹐未能在標準桿數之內將高球入洞。結果冠軍寶座成為奧拉沙保與保恩斯達之爭﹐後者以平標準桿完成﹐不過奧拉沙保卻能在難度較大的果嶺上發揮推桿本領﹐抓下小鳥完成﹐一桿之差挫對手得冠軍
2002年，歐米茄香港高爾夫球公開賽的總獎金額為70萬美元。周四及周五兩天的單日票為50元、周六為150元、周日為250元、四天套票為300元。瑞典球手積及臣，在第四回合成功突圍，以做出六十四桿全日最優異成績，勇奪個人職業生涯第一個冠軍寶座，並獨得十一萬美元獎金。打法積極的積及臣，在首九洞便四度擒獲小鳥（低標準桿一桿），以一桿之差超前前三回合領先的威爾斯球手杜迪；愈戰愈勇的積及臣更在十二和十四洞再得小鳥，以全日最佳成績六十四桿完成十八洞比賽，總成績更是低標準桿十六桿。相反，急於反撲的杜迪更連番出錯，先後在十五和十八洞做出超標準桿一桿，尤其在十八洞，錯失了一個五碼的推桿；不但未能反超前，更被瑞典的利士莊和阿根廷的伯蘭特趕過，最後更屈居殿軍，而利士莊和伯蘭特均以總成績低標準桿十四桿並列第二，各得6萬美元獎金。
2003年，歐米茄香港高爾夫球公開賽共有138名球手角逐，總獎金為70萬美元，冠軍獎金11萬3千美元。第一回合英國球手麥爾科以62桿完成首日賽事，暫列榜首。麥爾科在其中九個洞均打出小鳥 球(低 一桿)，雖然於第13洞失球打出柏忌(高一桿)，仍無損他領先的地位。麥爾科以4桿之差拋離並列第二名的奧哈拿與祖爾。第二回合，麥爾科以低標準桿10桿完成第二日賽事，繼續在總成績榜領先。
積及臣表現神勇，他以低標準桿5 桿完成，以總桿數 133桿暫列第二。同是瑞典籍的尼士龍剛進佔第三名，他則以總桿數 135完成兩日的賽事。第三回合，瑞典的漢尼爾擊出全場成績 (65 桿)，以總桿數 202桿進佔首位。夏靈頓與泰國的馬辛同樣擊出67桿，暫列第二。第四回合，整天的賽事非常緊湊，整天的賽事非常緊湊，互有領先，結果要賽最後一洞才知冠軍誰屬。比賽末段，當南非球手奧圖在第15、16及17洞連續擊出三個「小鳥球」後，並以低標準桿10桿、一桿之微暫壓步步進迫的愛爾蘭球星夏靈頓時，大家也認定奧圖穩握了半隻獎杯；怎料落後的夏靈頓甚為冷靜，首先在第17洞擊出「小鳥球」並追至平 分(跟奧圖同為低標準桿10 桿)；其後再在大批現場球迷的見證下，在第18洞大發神威，再擊出「小鳥球」，成功以一桿之微反勝奧圖。夏靈頓擊出66桿，以總桿數 269桿稱王。
2004年，賽事於12月2日至5日舉行，總獎金達80萬美元。原本在賽事中領先的南非球手京士頓，在最後一日的賽事中雖成功取得五隻「小鳥」，在最後一洞卻大意失手，先是發球打到雜草區，後在果嶺上未能成功推桿入洞。西班牙球星占文尼斯則摘下四隻「小鳥」，以總桿數266桿，力拒愛爾蘭球星夏靈頓和南非球手京士頓，以總桿數二百六十六桿的佳績榮登第四十六屆「歐米茄香港高爾夫球公開賽」冠軍寶座，並獲得13萬3300美元的獎金及由歐米茄送出價值9萬9000港元的歐米茄星座雙鷹系列紅金手表一隻。
2005年，瑞銀集團首次成為香港高爾夫球公開賽的冠名贊助商，而總獎金由上一屆的80萬美元增至120萬美元，並承諾會在2008年將總獎金增至250萬美元。賽事於12月1至4日舉行。南非球手京士頓於第十八洞慘吞下兩個柏忌，將冠軍拱手相讓與蘇格蘭的蒙哥馬利。
2006年，賽事於11月16至19日舉行，總獎金額達200萬美元。此屆賽事邀得首屆冠軍得主呂良煥為大會嘉賓。西班牙球手羅拉在最後一天一直被菲律賓球手Juvic Pagunsan緊迫。羅拉雖一度以三桿優勢領先，但他在第七和第九洞吞下柏忌，令領先優勢一度縮減至一桿，然而後者在第十六洞亦吞下柏忌，羅拉卻在此同拿下小鳥，成為勝負關鍵。羅拉在最後兩洞再無失誤，成功奪得冠軍。
2007年，賽事於11月15至18日舉行，總獎金為225萬美元。最後一天的賽事，原本排第二名的占文尼斯在落後四桿的情況下發力勁追，終於在最後的一天把領先的對手瑞典球手卡尔松擊敗。卡爾松最終以高標兩桿完成賽事，而占文尼斯則打出三個小鳥以及一個老鷹，全天以低於標準桿三桿完成比賽並拿走高達37萬美元的獎金。賽後，占文尼斯認為對手卡爾松這一週的表現非常好，但高爾夫比賽是打四天的，不管前三天的表現有多好，關鍵往往是在最後一天，甚至最後一洞才會有結果的。受香港球迷愛戴的占文尼斯在香港哥爾夫球會再一次舉起獎盃時贏得現場觀眾的熱烈鼓掌，而他則燃點著他心愛的古巴雪茄來慶祝勝利。
2008年，第五十屆香港高爾夫球公開賽繼續由瑞銀冠名贊助，賽事於11月20至23日舉行，總獎金為250萬美元。在正式比賽前，大會請來9位歷屆冠軍前來粉嶺高球場以紀念賽事50周年，包括澳洲的彼得湯臣、德國的蘭格、南非的科斯特、南韓的姜旭淳、英格蘭的戴臣、西班牙的奧拉沙保、蘇格蘭的蒙哥馬利、西班牙的羅拉和占文尼斯。
賽事需要兩輪的加洞延長賽來決定勝負，這是自從1994年由南非選手科斯特以加洞延長賽來決勝負之後的14年，再次在香港哥爾夫球會的18號洞上演的附加洞賽。在場的觀眾看得熱血沸騰，緊張萬分。最後由不負眾望的中華台北球手林文堂以一隻小鳥球為這場賽事劃上完美句號，亦為眾多在場支持的華人觀眾舒一口氣。

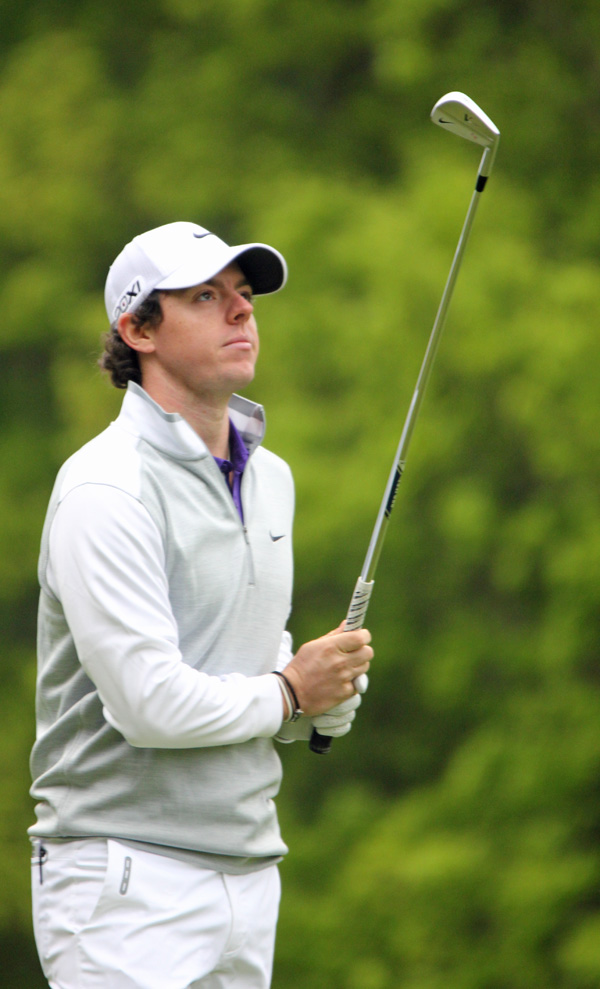
北愛好手麥爾萊三戰香港高球公開賽，已成經典故事。

冠軍的爭奪一度進入白熱化，中華台北球手林文堂在18洞錯失小鳥推桿，將比賽拖入延長賽。延長賽在標準桿4杆的第18洞展開，另外兩位是同樣以低於標準15桿完成比賽的選手分別是北愛爾蘭年僅19歲神奇小子麥爾萊和意大利選手弗朗切斯科·莫里納利。林文堂第一桿出現偏失，球落入球道左側的樹林中，然而他沒有放棄，第二桿如有神助，球穿過樹叢放到距離球洞6英尺處，並最終收穫小鳥，現場觀眾為這美妙的一發出一片歡呼。
當時林文堂並沒有認為這比賽就此結束，麥爾萊也在該洞拿下小鳥，比賽不得不再次進入延長賽，現場觀眾氣氛幾近沸騰，歡呼聲此起彼伏。這一次，林文堂沒有給對手留下喘息的機會，第二桿將球放在距離洞口一尺的位置，並最終推出小鳥球贏得第50屆瑞銀香港高爾夫球公開賽的冠軍，拿走41萬6千600美元的冠軍支票。
中華台北球手的此次勝利有著不同尋常的意義。這是第12次中華台北選手在此折桂，他是第8位，與上次謝錦昇在1988年稱冠時隔21年之久。也是自1998年韓國球手姜旭淳贏得比賽以來，10年後再次由亞洲球手取得該項比賽的勝利。
這屆賽事錄得了一些有趣的數字，分別是第50屆的瑞銀香港高爾夫球公開賽，10年沒有亞洲球手贏出比賽的紀錄被打破，14歲的黑純一成為歐洲巡迴賽晉級的球手，14年沒有出現的加洞延長賽，第300場的亞洲巡迴賽，2輪突然死亡的延長賽等等。
另外，以業餘球手身份參賽的香港球手黑純一(Jason Hak)，以14歲零304日之齡躋身第三輪賽事，打破歐巡賽最年輕球手殺入決賽圈的紀錄。
2009年，賽事在11月12至15日舉行，總獎金達250萬美元。法國球手布圭迪，以冷靜的頭腦分析標準70桿的18洞戰場，最後以64-67-63-67，四輪合共總成績以低標準19桿，成為這一屆瑞銀香港公開賽的冠軍。麥爾萊最後一天出色的拼搏，雖一度在最後九個洞威脅領先的布圭迪，但處變不驚的布圭迪於最後一洞平標準桿，以兩桿之差擊敗麥爾萊，亦是自2002年以超過一桿之差贏得公開賽冠軍。麥爾萊第二次於粉嶺屈居亞軍。他在最後一天的比賽急起直追，曾把差距縮至一桿。可惜最後於17號洞的柏忌，使他再嘗亞軍的滋味。
2010年，賽事於11月18至21日舉行，總獎金250萬美元。英格蘭的保爾特四輪成績為258桿（67-60-64-67），低於標準桿22桿，創造了瑞銀香港高爾夫球公開賽72洞最低桿數：258桿，輕鬆地贏得瑞銀香港高爾夫球公開賽冠軍。戴臣與17歲義大利神童曼納瑟羅的成績為259桿，一起獲得並列第二名。當他們完成比賽都落後保爾特2桿，隨著最後一組越來越接近最後一個洞，冠軍的懸念越來越小。可是保爾特仍然製造了一點戲劇性，他在第18洞進攻果嶺的時候，將球擊入到沙坑之中。保爾特沒能一切一推，但是他的第一推將球送到了洞口邊，已經確保了勝利，可是他偏偏不推，反倒是給小球做上標記，然後退到一邊等同組球員美國公開賽冠軍麥道威先推。對於自己的搞怪行為，保爾特也止不住笑了起來。保爾特的惡作劇並沒有因此結束，當終於輪到他推桿的時候，他先是舉起了推桿瞄準，好像這一推非常難一樣。當然這一推一點不難。最終保爾特推球進洞贏得了冠軍。
2011年，賽事成為歐巡賽認可賽事！賽事於12月1至4日舉行，總獎金275萬美元。當時已貴為世界第二的麥爾萊在最後一個洞上演精彩一球，在沙坑之中切球進洞，射下小鳥，最終贏得瑞銀香港高爾夫球公開賽。繼2008年、2009年兩度在粉嶺屈居亞軍，麥爾萊終於完成夢想，取得2011瑞銀香港高爾夫球公開賽冠軍寶座。北愛爾蘭22歲選手麥爾萊最後一輪打出65桿，低於標準杆5桿，四輪成績為：268桿（64-69-70-65），低於標準桿12桿，領先法國選手夏域2桿取得最終勝利。夏域與麥爾萊被編在同組，前者在最後一個洞推入一個長推，救到一個很漂亮的帕忌，同樣打出65桿，四輪成績為270桿（70-69-66-65），低於標準桿10桿，總成績排第二名。而瑞典選手漢森最後一輪交出70桿，四輪成績271桿，低於標準杆9桿杆，屆居第三名。至於衛冕冠軍保爾特今天奮力交出66桿，但由於前三輪落後得實在太多，最終與拉姆齊（66杆）及泰國選手帕裡亞（70杆）一起並列第四名。

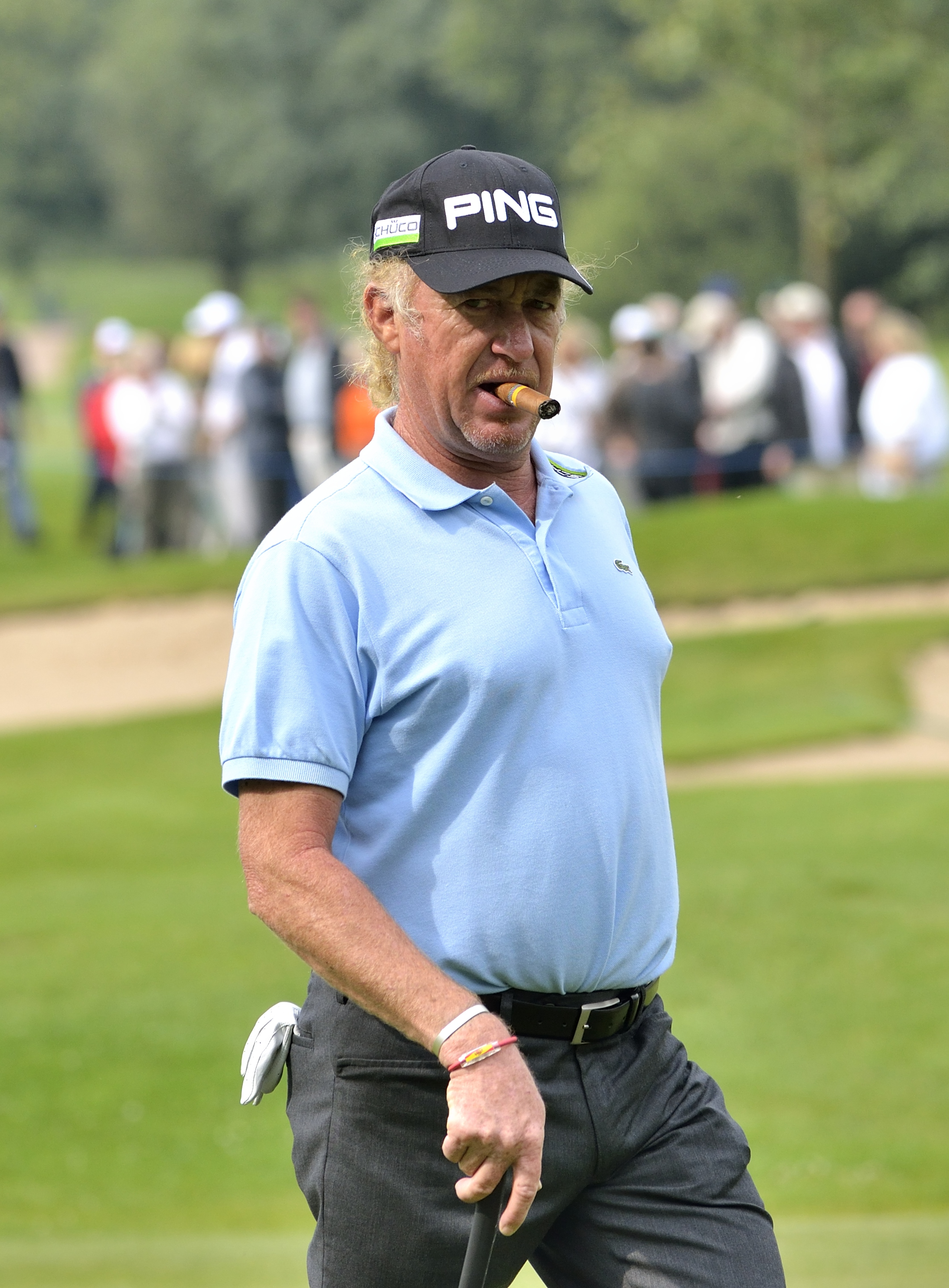
「雪卡占」占文尼斯四度奪冠兼破了最年長冠軍紀錄，霸氣迫人。

2012年，賽事於11月15至18日舉行，總獎金200萬美元。西班牙球手占文尼斯於最後一日表現出色，造出無柏忌5小鳥、低於標準杆5桿的65桿，以總成績低於標準桿15桿的265桿，打敗一衆世界頂尖球手獲得冠軍，贏得333,330美元獎金。奪標後，他表示：「我很喜歡這個球場，在這裡你不需要很大力，關鍵要打得準。這個星期我在比賽中非常專注，最後能夠贏得冠軍，非常開心」。賽事最後一日的冠軍之爭異常激烈。一度對占文尼斯造成極大威脅，最後僅以一桿之差屈居亞軍的2010年意大利公開賽冠軍、瑞典球手黑德，於最後一日表現同樣突出，全日無柏忌之外更抓到6個小鳥，以總成績低於標準桿14桿的266桿完成賽事。2010年百齡錦標賽冠軍得主、澳洲球手費沙雖然在第9洞吞下1個柏忌，但憑藉抓到的7個小鳥，造出低於標準桿6桿的極佳成績，加上過去3日67、69、68杆的平穩表現，以低於標準桿12桿的268桿，獲得瑞銀香港高爾夫球公開賽的季軍。前三日一直處於領先軍團，現年47歲的中國老將張連偉，在最後一日比賽表現不佳，全日吞下5個柏忌，以高於標準杆3桿的73桿完成比賽，總成績以低於標準桿6桿的274桿，並列排第15，未能實現奪得中國、澳門、香港三個公開賽的「中國大滿貫」的願望。香港球手鄧子鏗(Timothy Tang)，最後以高於標準杆11桿的291桿，並列第72名完成本次賽事。

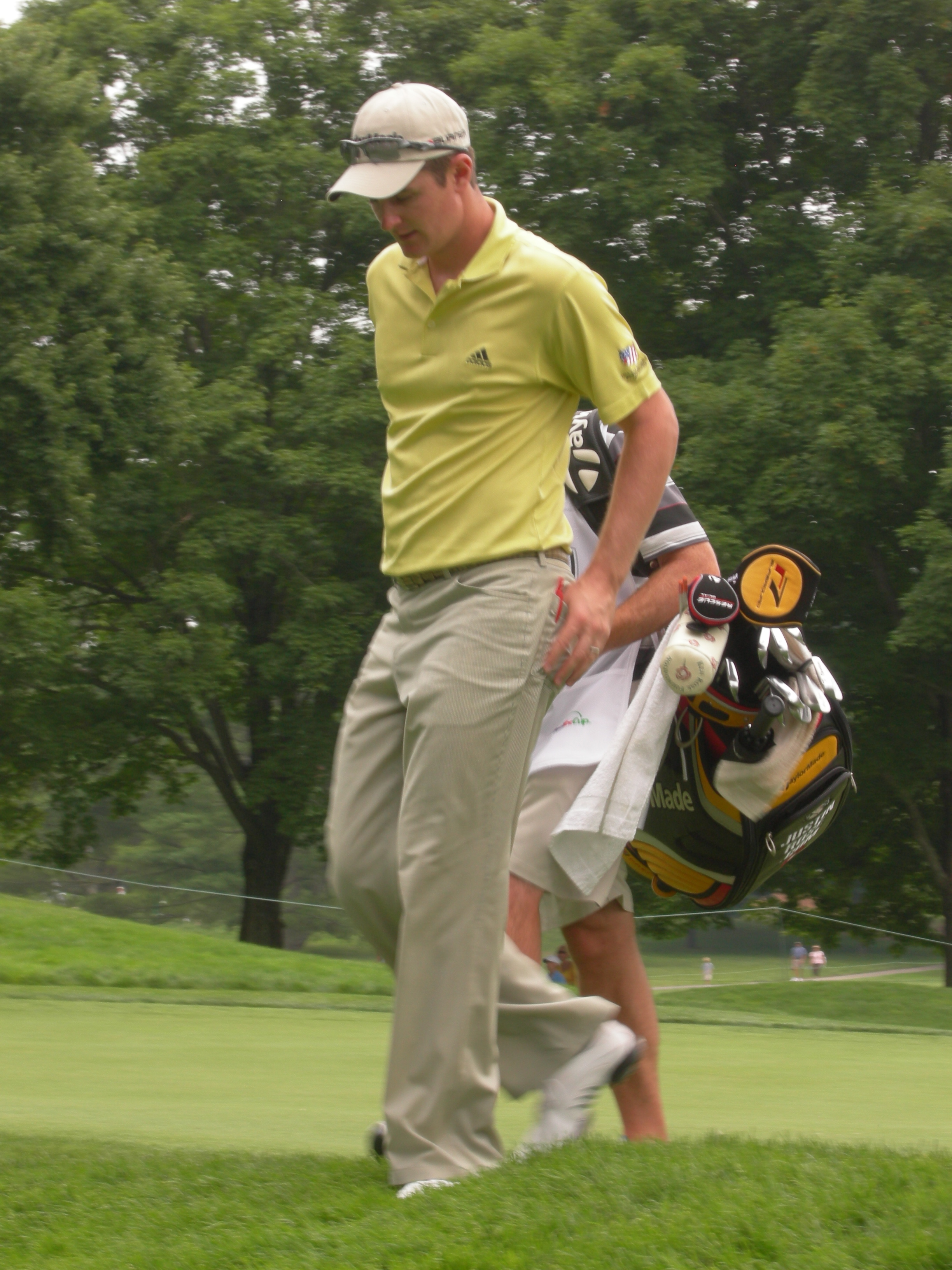
2016年奧運會男子高球金牌得主羅斯。

2013年，賽事沒有冠名贊助，總獎金額為130萬美元。西班牙球手綽號「雪卡占」的占文尼斯以49歲337日的「高齡」，於附加洞比賽中成功抓得小鳥擊敗兩名對手，再度成爲歐巡賽史上最年長冠軍及四度在香港高爾夫球公開賽中封王。第二次進入香港高爾夫球公開賽第二階段賽事的香港球手鄧子鏗(Timothy Tang)，最後以高於標準桿9桿的289桿，並列第74名完成本次賽事。
2014年，繼續沒有冠名贊助，總獎金為130萬美元。澳洲球手亨特在附加洞賽中力退當日擒下七隻小鳥，菲律賓球手安哲羅基爾，贏得他職業生涯中的首個歐巡賽錦標。
2015年，英格蘭球手羅斯以低標準桿17桿的總桿數263桿，以一桿的優勢力壓同組的對手畢雅格贏得冠軍寶座。
2016年，世界排名第480位，從未勝出重要賽事的37歲澳洲球手巴素爾，爆冷以267桿（低標準桿13桿），擊敗如應屆奧運冠軍羅斯、四屆盟主占文尼斯等一眾名將，奪得他首個大賽冠軍。他與西球牙球手貝羅在最後兩回合一直鬥得難分難解，但在最後一個球洞成功抓到小鳥，勝出賽事。在2009年因女伴猝死而大受打擊的巴素爾，捧盃時喜極而泣。
2017年，瑞銀續冠名贊助球賽，賽事總獎金200萬美元；世界排名319的澳洲球手奧斯比以269桿（低標準桿11桿），1桿之微力壓群雄，成功贏得冠軍。另外，年僅19歲的港將迪蘇沙(Leon D'Souza)以業餘選手資格參賽，以280桿(72-70-65-73)平標準桿並列第41名，為本地選手成績最優異者。2018年，本間高爾夫冠名贊助賽事，總獎金為200萬美元；英國球手亞倫賴以總桿數的263 桿（低標準桿17桿）佳績力壓群雄封王，捧走生涯首個歐巡賽冠軍獎牌，他曾在第2日以單輪低標準桿的9桿完成，刷新場地紀錄。2019年，因社會局勢影響，賽期由原定的11月28日延至2020年1月9日；賽事總獎金額為100萬美元，最後澳洲球手奧斯比以263桿（低標準桿17桿），力壓應屆英國公開賽冠軍羅利，再度在香港奪冠，而17歲的香港高球手楊曉威，則以273桿排名13位，贏得最佳本地球手和最佳業餘球手殊榮。

### 2023年及以後

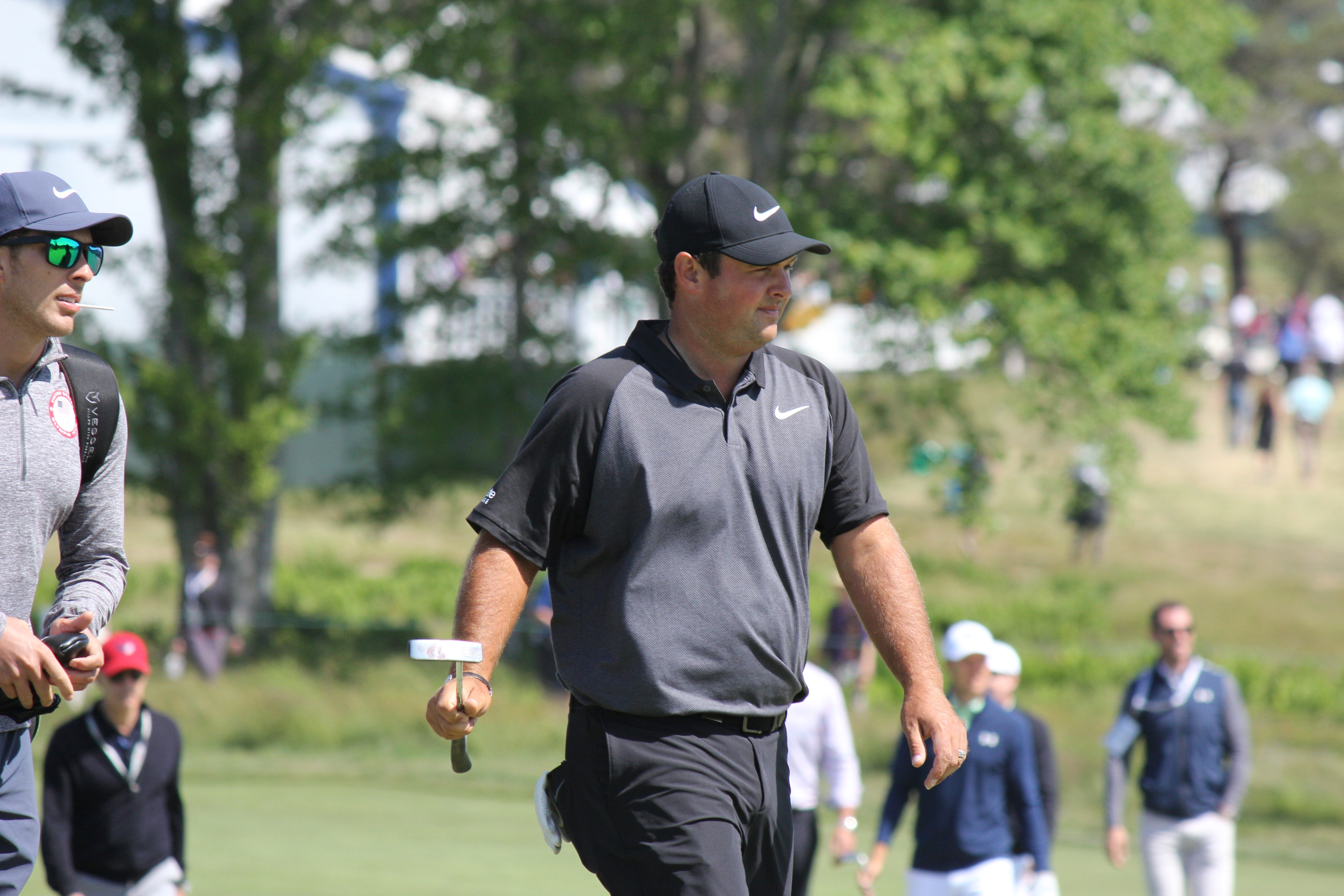
美國球星列特

2023年11月，經歷新冠肺炎疫情，香港高爾夫球公開賽復辦，總獎金為200萬美元，並且獲得了國際系列賽資格，成為亞巡賽10場精英系列賽之一，提供了一條通往LIV高爾夫聯賽的道路，由新西蘭球手甘寶以261桿（低標準桿19桿）擊敗群雄奪冠。2024年，賽事獲領展冠名贊助，並繼續成為亞巡賽國際系列賽的賽站，總獎金維持200萬美元。5度來港參賽的美國球星列特，以低標準22桿的258桿，以三桿之差擊敗力圖衛冕的甘寶奪冠，獲得冠軍獎金36萬美元。

## 歷屆冠名/主要贊助商
- 領展(2024-)
- 本間高爾夫 (2018)
- 瑞銀集團 (2005 – 2012) (2015 – 2017)
- 歐米茄 (2000 – 2004)
- Perrier (1998 - 1999)
- 安盛諮詢 (1996 – 1997)
- 健牌香煙（英语：Kent_(cigarette)） (1993 – 1994)
- 和記電訊 (1991 – 1992)
- 馬爹利干邑 (1990)
- 黑牌威士忌 (1989)
- 優利系統 (1988)
- 國泰航空 (1979 – 1985)
- 英美煙草公司 (1963)
- 南華早報

## 歷屆冠軍
亞巡賽國際系列賽認可賽事
| 年度*                  | 冠軍                   | 國籍                   | 桿數                   | 高／低標準桿           |                        |                        |                        |
| 亞巡賽                 | 冠軍                   | 國籍                   | 桿數                   | 高／低標準桿           |                        |                        |                        |
| 領展香港高爾夫球公開賽 | 領展香港高爾夫球公開賽 | 領展香港高爾夫球公開賽 | 領展香港高爾夫球公開賽 | 領展香港高爾夫球公開賽 | 領展香港高爾夫球公開賽 | 領展香港高爾夫球公開賽 | 領展香港高爾夫球公開賽 |
| ---------------------- | ---------------------- | ---------------------- | ---------------------- | ---------------------- | ---------------------- | ---------------------- | ---------------------- |
| 2024                   | 列特                   | 美国                   | 258                    | −22                    |                        |                        |                        |
| 香港高爾夫球公開賽     |                        |                        |                        |                        |                        |                        |                        |
| 2023                   | 甘寶                   | 新西兰                 | 261                    | −19                    |                        |                        |                        |

歐巡賽認可賽事
| 年度*                        | 年度*              | 冠軍               | 國籍               | 桿數               | 高／低標準桿       |                    |                    |
| 亞巡賽                       | 歐巡賽             | 冠軍               | 國籍               | 桿數               | 高／低標準桿       |                    |                    |
| 香港高爾夫球公開賽           | 香港高爾夫球公開賽 | 香港高爾夫球公開賽 | 香港高爾夫球公開賽 | 香港高爾夫球公開賽 | 香港高爾夫球公開賽 | 香港高爾夫球公開賽 | 香港高爾夫球公開賽 |
| ---------------------------- | ------------------ | ------------------ | ------------------ | ------------------ | ------------------ | ------------------ | ------------------ |
| 2020                         | -                  | 奧斯比 (2)         | 澳大利亚           | 263                | −17                |                    |                    |
| 本間高爾夫香港高爾夫球公開賽 |                    |                    |                    |                    |                    |                    |                    |
| 2018                         | 2019               | 亞倫賴             | 英格兰             | 263                | −17                |                    |                    |
| 瑞銀香港高爾夫球公開賽       |                    |                    |                    |                    |                    |                    |                    |
| 2017                         | 2018               | 奧斯比             | 澳大利亚           | 269                | −11                |                    |                    |
| 2016                         | 2017               | 巴素爾             | 澳大利亚           | 267                | −13                |                    |                    |
| 2015                         | 2015               | 羅斯               | 英格兰             | 263                | −17                |                    |                    |
| 香港高爾夫球公開賽           |                    |                    |                    |                    |                    |                    |                    |
| 2014                         | 2014               | 亨特               | 澳大利亚           | 267                | −13                |                    |                    |
| 2013                         | 2014               | 占文尼斯 (4)       | 西班牙             | 268                | −12                |                    |                    |
| 瑞銀香港高爾夫球公開賽       |                    |                    |                    |                    |                    |                    |                    |
| 2012                         | 2012               | 占文尼斯 (3)       | 西班牙             | 265                | −15                |                    |                    |
| 2011                         | 2011               | 麥爾萊             | 北爱尔兰           | 268                | −12                |                    |                    |
| 2010                         | 2010               | 保爾特             | 英格兰             | 258                | −22                |                    |                    |
| 2009                         | 2009               | 布圭迪             | 法國               | 261                | −19                |                    |                    |
| 2008                         | 2009               | 林文堂             | 臺灣地區           | 265                | −15                |                    |                    |
| 2007                         | 2008               | 占文尼斯 (2)       | 西班牙             | 265                | −15                |                    |                    |
| 2006                         | 2007               | 羅拉               | 西班牙             | 265                | −15                |                    |                    |
| 2005                         | 2006               | 蒙哥馬利           | 蘇格蘭             | 271                | −9                 |                    |                    |
| 歐米茄香港高爾夫球公開賽     |                    |                    |                    |                    |                    |                    |                    |
| 2004                         | 2005               | 占文尼斯           | 西班牙             | 266                | −14                |                    |                    |
| 2003                         | 2004               | 夏靈頓             | 爱尔兰             | 269                | −11                |                    |                    |
| 2002                         | 2003               | 積及臣             | 瑞典               | 260                | −16                |                    |                    |
| 2001                         | 2002               | 奧拉沙保           | 西班牙             | 262                | −22                |                    |                    |

| 年份 | 冠軍     | 桿數  |
| ---- | -------- | ----- |
| 2000 | 戴臣     | 263   |
| 1999 | 史祖蘭   | 269   |
| 1998 | 姜旭淳   | 272   |
| 1997 | 盧比路   | 267   |
| 1996 | 古路     | 275   |
| 1995 | 加利韋伯 | 271   |
| 1994 | 科斯特   | 274   |
| 1993 | 屈斯     | 274   |
| 1992 | 湯屈臣   | 274   |
| 1991 | 蘭格     | 269   |
| 1990 | 格連     | 205** |
| 1989 | 卡亞     | 274   |
| 1988 | 謝錦昇   | 274   |
| 1987 | 胡士南   | 275   |

| 年份 | 冠軍      | 桿數 |
| ---- | --------- | ---- |
| 1986 | 金井清一  | 285  |
| 1985 | 阿比利    | 270  |
| 1984 | 巴斯克    | 268  |
| 1983 | 諾文(2)   | 134* |
| 1982 | 確斯      | 276  |
| 1981 | 陳志明    | 279  |
| 1980 | 郭吉雄    | 274  |
| 1979 | 諾文      | 276  |
| 1978 | 謝永郁(4) | 275  |
| 1977 | 謝敏男    | 280  |
| 1976 | 何明忠    | 279  |
| 1975 | 謝永郁(3) | 288  |
| 1974 | 呂良煥(2) | 280  |
| 1973 | 菲臘斯    | 278  |

| 年份 | 冠軍        | 桿數 |
| ---- | ----------- | ---- |
| 1972 | 葛迪菲      | 272  |
| 1971 | 莫迪        | 266  |
| 1970 | 勝俣功      | 274  |
| 1969 | 杉原輝雄    | 274  |
| 1968 | 維尼斯      | 271  |
| 1967 | 彼得湯臣(3) | 273  |
| 1966 | 菲臘斯      | 275  |
| 1965 | 彼得湯臣(2) | 278  |
| 1964 | 謝永郁(2)   | 269  |
| 1963 | 謝永郁      | 272  |
| 1962 | 活華特      | 271  |
| 1961 | 拿高        | 261  |
| 1960 | 彼得湯臣    | 272  |
| 1959 | 呂良煥      | 281  |

按 * 因天雨關係，賽事在36個球洞後結束。
按 ** 因天氣關係，賽事只有3回合。

## 球洞
| 球洞 | 別號     | 舊名          | 圖片 | 英碼 | 公呎 | 標準桿 |
| ---- | -------- | ------------- | ---- | ---- | ---- | ------ |
| 1    | 大埔區   | Trench        |      | 468  | 428  | 4      |
| 2    | 西貢區   | The Trap      |      | 149  | 136  | 3      |
| 3    | 沙田區   | Fearsome      |      | 551  | 504  | 5      |
| 4    | 黃大仙區 | Temptation    |      | 288  | 263  | 4      |
| 5    | 九龍城區 | Table Top     |      | 192  | 176  | 3      |
| 6    | 觀塘區   | The Pimple    |      | 436  | 399  | 4      |
| 7    | 東區     | The Narrows   |      | 380  | 347  | 4      |
| 8    | 南區     | Oasis         |      | 188  | 172  | 3      |
| 9    | 灣仔區   | The Bend      |      | 493  | 451  | 4      |
| 10   | 中西區   | Holland       |      | 367  | 336  | 4      |
| 11   | 油尖旺區 | The Paddy     |      | 466  | 426  | 4      |
| 12   | 深水埗區 | Short Hole    |      | 144  | 132  | 3      |
| 13   | 葵青區   | The Long Hole |      | 529  | 484  | 5      |
| 14   | 荃灣區   | The Bungalow  |      | 395  | 361  | 4      |
| 15   | 離島區   | The Burn      |      | 426  | 390  | 4      |
| 16   | 屯門區   | The Road Hole |      | 411  | 376  | 4      |
| 17   | 元朗區   | The Graves    |      | 406  | 371  | 4      |
| 18   | 北區     | The Ultimate  |      | 410  | 375  | 4      |
| 總數 |          |               | 6710 | 6137 | 70   |        |

## 外部連結
- 香港高爾夫球公開賽官方網頁 （页面存档备份，存于）